# Ignaz Fränzl

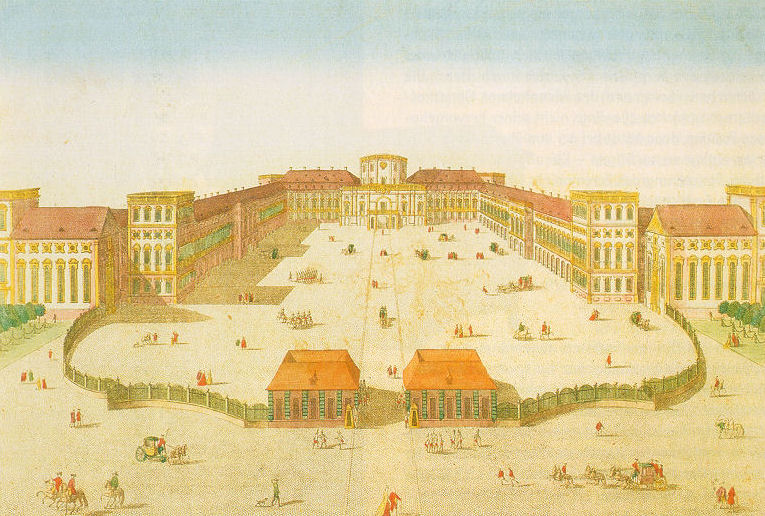
Slottet i Mannheim (1755)

Ignaz Fränzl, född i Mannheim 3 juni 1736, begravd i Mannheim 6 september 1811, var en tysk violinist och kompositör samt representant för den andra generationen av den så kallade Mannheimskolan.
Fränzl fick plats som lärling vid hovkapellet i Mannheim 1747. I personallistan från 1756 står han noterad som försteviolinist tillsammans med likaledes Mannheimskolade Christian Cannabich och Carlo Giuseppe Toeschi. Som många andra av sina Mannheimkolleger reste Fränzl vid ett flertal tillfällen till Paris där han framträdde vid Concert spirituel. 1774 blev han befordrad till konsertmästare, en position han behöll tills hovet flyttade till München 1778.
Han jobbade även som violinlärare och bland eleverna fanns hans egen son Ferdinand Fränzl och Friedrich Wilhelm Pixis, bror till den mer berömde pianovirtuosen Johann Peter Pixis. Till skillnad från de flesta kollegerna i hovkapellet följde inte Fränzl med till München, utan stannade i Mannheim där han blev musikalisk ledare för en teater till 1804.

## Verk
- 2 Symfonier
- 6 Violinkonserter
- 3 Flöjtkvartetter, vilka även kan spelas som stråkkvartetter
- 6 Sonater för två violiner och cello
- 6 Stråkkvartetter